# Gaspard Payen
Gaspard Payen ou Gaspar, violiste, compositeur franco-flamand au service de Charles Quint puis de Philippe II, né à Soignies dans le comté de Hainaut vers 1515.

## Éléments biographiques
Payen est né à Soignies. Comme son frère, Nicolas Payen, il reçut probablement sa formation initiale à la chantrerie de la collégiale Saint-Vincent. À l'instar de son frère, il intégra la chapelle impériale de Charles Quint : la Capilla Flamenca en qualité de violiste. Par la suite, sous Philippe II, il sera également chantre.
En 1559, année du décès de son frère, il adresse une missive à Philippe II pour réclamer une révision de ses appointements et pour réclamer l'écolatrie de Bruxelles laissée vacante à la suite du décès de Philippe d'Atrick ou toute autre fonction convenable à un laïc.
Il bénéficiera finalement d'une prébende (laissée vacante par le décès de son frère survenu en 1559) au chapitre de Sainte-Waudru à Mons.